# Poltergeist 3
Poltergeist 3 és una pel·lícula de terror estatunidenc de Gary Sherman, estrenada l'any 1988. Ha estat doblada al català. És la continuació de les pel·lícules Poltergeist (1982) i Poltergeist 2 (1986).

## Argument
La família Freeling ha enviat Carol-Anne a viure amb la seva tia Pat i el seu oncle Bruce Gardner. Amb Donna, la filla de Bruce d'un precedent matrimoni, viuen a Chicago en un grata-cel de luxe del qual Bruce és el director. Però el sinistre reverend Kane no triga a reaparèixer per venjar-se.

## Repartiment
- Heather O'Rourke: Carol-Anne Freeling
- Tom Skerritt: Bruce Gardner
- Nancy Allen: Patricia Wilson-Gardner
- Zelda Rubinstein: Tangina Barrem
- Lara Flynn Boyle: Donna Gardner
- Nathan Davis: Reverend Henry Kane
- Kipley Wentz: Scott
- Richard Fire: Dr. Seaton
- Paul Graham: Martin Moyer
- Catherine Gatz: Marcie Moyer
- Phil Locker: Bill

## Al voltant de la pel·lícula
- Les uniques actrius dels dos precedents lliuraments presents en el tercer són Zelda Rubinstein i Heather O'Rourke, que morirà poc després del final del rodatge per un xoc sèptic causat per la malaltia de Crohn, amb 12 anys. A l'època on el rodatge comença, a la primavera 1987, Heather O'Rourke ja està malalta des d'alguns mesos. Efectivament, li han diagnosticat la malaltia de Crohn. Participarà tanmateix a la pel·lícula però serà tractada contra la seva malaltia. El rodatge de la pel·lícula va començar el dilluns 13 d'abril 1987 i va durar 11 setmanes, acabant-se el divendres 19 de juny 1987, la pel·lícula havia d'estrenar-se el 10 de juny de 1988. Al final del rodatge, Heather hi ha tornat, la seva malaltia sembla retrocedir. No obstant això, al final del mes de gener de 1988, Heather sobtadament recau malalta, el seu estat es deteriora ràpidament, i mor l'1 de febrer de 1988, a penes un mes després de fer 12 anys. La pel·lícula era llavors en postproducció. Poc abans de la mort de Heather, l'estudi havia demanat que el final de la pel·lícula sigui canviat. La mort de la noia va impossibilitar seguir rodant. Abans d'anul·lar la pel·lícula, el final va ser reescrit de manera que no es veu mai la cara de Carol-Anne. És una altra noia que és mostrada d'esquena, es pot efectivament veure que al final de la pel·lícula, quan torna del més enllà, no es distingeix la seva cara.
- L'actor Nathan Davis encarna el reverend Henry Kane i reemplaça així Julian Beck que va morir d'un càncer de l'estómac poc després de la sortida de Poltergeist 2.